# Grace Slick

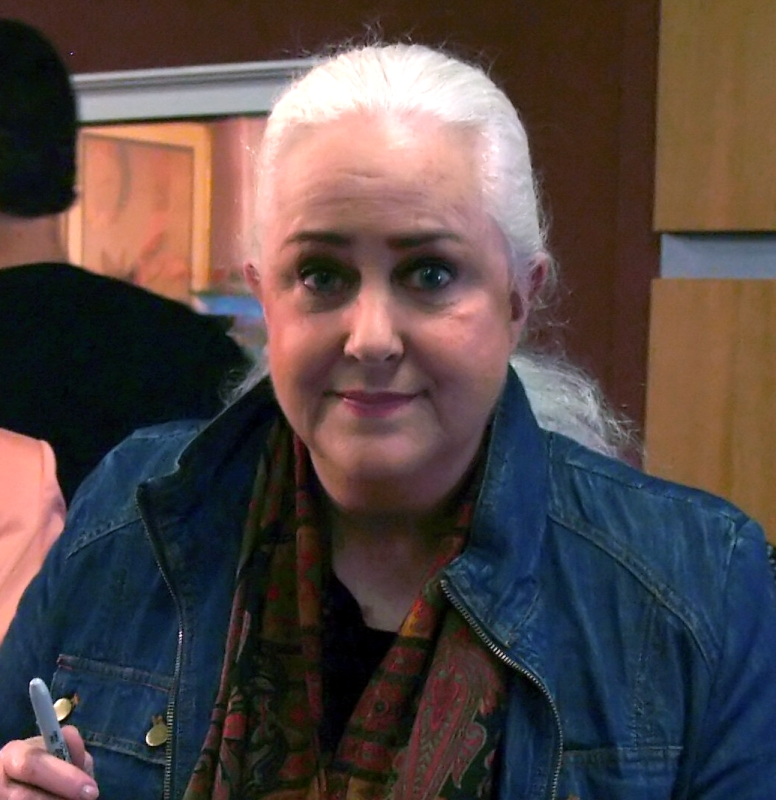
Grace Slick

Grace Slick (născută Grace Barnett Wing pe 30 octombrie 1939) este o cântăreață și textieră americană, fostă vocalistă a trupelor The Great Society, Jefferson Airplane, Jefferson Starship și Starship, dar desfășurând și o carieră solo din anii 1960 și până în anii 1990. Slick a fost o figură importantă în rockul psihedelic al anilor 1960.

## Discografie

### Albume de studio
- Manhole (4 ianuarie 1974)
- Dreams (18 martie 1980)
- Welcome to the Wrecking Ball! (28 ianuarie 1981)
- Software (30 ianuarie 1984)

### Compilație
- The Best of Grace Slick (1999)

1. ↑  Grace Slick, Internet Broadway Database, accesat în 9 octombrie 2017
2. ↑  Grace Slick, GeneaStar
3. ↑  Grace Slick, FemBio-Datenbank[*]
4. ↑  Grace Slick, SNAC, accesat în 9 octombrie 2017
5. ↑  „Grace Slick”, Internet Movie Database, accesat în 15 octombrie 2015
6. 1 2  Genealogics
7. ↑  CONOR.SI[*] Verificați valoarea |titlelink= (ajutor)
8. ↑  IdRef, accesat în 22 mai 2020